# Anna Pruna i Grivé
Anna Pruna i Grivé (Badalona, Barcelonès, 2 de gener de 1968) és una esportista i dirigent esportiva catalana.
Llicenciada en Educació Física per l'INEFC de Barcelona, fou jugadora de bàsquet al Club Joventut de Badalona i al CB Sant Adrià durant la seva joventut. Exercí de professora d'educació física a l'Escola Badalonès de Badalona i de coordinadora de l'escola d'iniciació esportiva de l'Escola Canigó de Barcelona, i ocupà diversos càrrecs de direcció en la Unió Barcelonesa d'Activitats Esportives (UBAE). El novembre de 2006 fou nomenada Secretària general de l'Esport en substitució de Manuel Ibern, convertint-se en la primera dona que ha dirigit la política esportiva de la Generalitat. Durant el seu mandat es potencià l'esport en l'àmbit educatiu.
Posteriorment, ha estat sòcia i consellera delegada d'Eurofitness i, des de l'any 2016, és presidenta del clúster català d'empreses esportives Indescat. El 2017 fou designada presidenta del Tribunal d'Arbitratge Esportiu de Catalunya pel Consell Directiu de la UFEC.